# دي يو (أمر يونكس)
دي أو du (مختصر من d isk u sage ) باللغة العربية تعني (استخدام القرص) هو برنامج يونيكس قياسي يستخدم لتقدير استخدام مساحة الملف - المساحة المستخدمة تحت دليل أو ملفات معينة على نظام ملفات .

## التاريخ
ظهرت الأداة المساعدة du أولاً في الإصدار 1 من تاريخ يونكس . إصدار du المجمعة في جنو الأساسية كتبه توربيورن جرانلوند، ديفيد ماكنزي، بول إيجرت، وجيم مايرنغ.